# Klarvattutjärnen (Råneå socken, Norrbotten, 737286-177615)
Klarvattutjärnen är en sjö i Bodens kommun i Norrbotten och ingår i Vitåns huvudavrinningsområde.